# Thymus adamovicii
Thymus adamovicii, és una espècie de farigola nativa de Sèrbia. És una planta perenne de la família Lamiàcia que es troba als Balcans. De tija llenyosa, de 5 a 10 cm d'alt, viu en sòls pobres i amb pedres.
Va ser descrita per Josef Velenovský i publicat a Beihefte zum Botanischen Centralblatt 19(2): 282. 1906.

## Etimologia
Thymus: nom genèric que deriva del grec: thymon, thymos, que és el nom que donaven a aquestes plantes, probablement derivat de thyein, que significa olor, aroma.
adamovicii: epítet específic en honor del botànic Lujo Adamović